# Гиндинсон, Соломон Савельевич
Соломон Савельевич Гиндинсо́н (1902—1982) — советский конструктор оружия.

## Биография
Родился 7 (20 августа) 1902 года в Воронеже. С 1918 года работал учеником слесаря и слесарем на Ижевском машиностроительном заводе.
Окончил рабфак Петроградского политехнического института и в 1929 году военно-механический факультет Ленинградского политехнического институт (ЦГА СПб ф.Р‑3121 оп.21 д.633).
С 1929 года технолог, начальник мастерской цеха, инструктор производства, с 1940 года главный инженер Ижевского машиностроительного завода.
В 1941—1942 руководил изготовлением авиационных пушек конструкции Б. Г. Шпитального и А. Э. Нудельмана, А. С. Суринова (НС-37 и НС-45), универсального пулемета М. Е. Березина, противотанковых ружей В. А. Дегтярева (ПТРД) и С. Г. Симонова (ПТРС).
Инженер-полковник (1944).
Умер 2 февраля 1982 года в Ижевске.

## Награды и премии
- орден Ленина (1942)
- орден Трудового Красного Знамени (1944)
- орден Отечественной войны I степени (1945)
- Сталинская премия третьей степени (1946) — за коренное усовершенствование технологии и организацию высокопроизводительного поточного метода производства стрелкового вооружения, обеспечившего резкое увеличение выпуска продукции при значительном снижении себестоимости и сокращении потребности в рабочей силе (работа «Конвейеризация механообрабатывающих цехов при производстве вооружения»)